# Repar
Repar je priimek več znanih Slovencev:
- Janez (John) Repar (1921-2007), kemik, izumitelj, sodelavec NASE
- Primož Repar (*1967), pesnik, esejist, prevajalec, dr. filozofije
- Stane Repar (1927-2001), vojni invalid, družb.-polit. delavec, pedagog (sršol.prof. obrambe in zaščite)
- Stanislava Chrobáková Repar (*1960), pisateljica, pesnica, prevajalka, urednica slovaškega rodu
- Urška Repar, etnologinja, muzealka